# Campeonato Europeo de Tiro con Arco al Aire Libre de 2014
El XXIII Campeonato Europeo de Tiro con Arco al Aire Libre se celebró en Echmiadzin (Armenia) entre el 21 y el 26 de julio de 2014 bajo la organización de la Unión Europea de Tiro con Arco (WAE) y la Federación Armenia de Tiro con Arco.
Las competiciones se realizaron en las instalaciones del Centro de Deportes Ecuetres de la ciudad armenia.

## Resultados

### Masculino
| Evento                            | Oro                                                               | Plata                                                         | Bronce                                                             |
| --------------------------------- | ----------------------------------------------------------------- | ------------------------------------------------------------- | ------------------------------------------------------------------ |
| Arco recurvo individual (26.07)   | Florian Kahllund · Alemania                                       | Anton Prylepau · Bielorrusia                                  | Pierre Plihon Francia                                              |
| Arco recurvo por equipo (25.07)   | Jean-Charles Valladont Thomas Koenig Pierre Plihon Francia        | Florian Kahllund · Christian Weiß · Simon Nesemann · Alemania | Bair Tsybekdorzhiyev · Alexei Nikolayev · Bolot Tsybzhitov · Rusia |
| Arco compuesto individual (26.07) | Peter Elzinga · Países Bajos                                      | Sergio Pagni · Italia                                         | Sébastien Peineau Francia                                          |
| Arco compuesto por equipo (25.07) | Mike Schloesser · Peter Elzinga · Ruben Bleyendaal · Países Bajos | Ahmet Bacak Demir Elmaağaçlı Evren Çağıran Turquía            | Sergio Pagni · Federico Pagnoni · Luigi Dragoni · Italia           |

### Femenino
| Evento                            | Oro                                                                 | Plata                                                  | Bronce                                                          |
| --------------------------------- | ------------------------------------------------------------------- | ------------------------------------------------------ | --------------------------------------------------------------- |
| Arco recurvo individual (26.07)   | Tatiana Seguina · Rusia                                             | Natalia Leśniak · Polonia                              | Alicia Marín · España                                           |
| Arco recurvo por equipo (25.07)   | Sophie Planeix Laura Ruggieri Aurélie Carlier Francia               | Karina Winter · Elena Richter · Lisa Unruh · Alemania  | Karina Lipiarska · Justyna Mospinek · Natalia Leśniak · Polonia |
| Arco compuesto individual (26.07) | Svetlana Cherkashneva · Rusia                                       | Laura Longo · Italia                                   | Sarah Sonnichsen Dinamarca                                      |
| Arco compuesto por equipo (25.07) | Albina Loguinova · Svetlana Cherkashneva · Natalia Avdeyeva · Rusia | Lucy O'Sullivan Andrea Gales Rikki Bingham Reino Unido | Yeşim Bostan Cansu Ecem Coşkun Gizem Kocaman Turquía            |

### Mixto
| Evento                            | Oro                                            | Plata                                        | Bronce                                           |
| --------------------------------- | ---------------------------------------------- | -------------------------------------------- | ------------------------------------------------ |
| Arco recurvo por equipo (25.07)   | Tatiana Seguina · Bair Tsybekdorzhiyev · Rusia | Maja Jager Nikolaj Wulff Dinamarca           | Alena Tolkach · Anton Prylepau · Bielorrusia     |
| Arco compuesto por equipo (25.07) | Tanja Jensen Martin Damsbo Dinamarca           | Albina Loguinova · Alexandr Dambayev · Rusia | Inge van Caspel · Mike Schloesser · Países Bajos |